# Royal College of Music
Royal College of Music és una institució docent fundada a Londres el 28 de febrer de 1882 pel príncep de Gal·les, que l'inaugurà el maig de l'any següent.
A més de les finalitats pedagògiques anàlogues a les de la Royal Academy of Music, amb la que en un principi intentà fusionar-se, la seva tasca és encausar i vigilar l'ensenyança musical en les Escoles públiques del Regne Unit, així com la d'afavorir tota manifestació artística que faci un benefici de la Música.
El Royal College of Music està establert al Prince Consort Road, de Londres. L'edifici fou inaugurat el 1894, afegint-se-li un gran saló de concerts el 1901. Posseeix un gran orgue, Royal College of Music donació d'Hubert Parry.